# Denis
A Denis egy dal az amerikai Blondie rockegyüttestől. Az 1977-ben megjelent Plastic Letters című második albumukra került fel, és a második angliai kislemezük volt, amely a Chrysalis Records kiadásában jelent meg. A dal a Randy & the Rainbows 1963-as Denise című dalának a feldolgozása. Ez volt az együttes első nemzetközi slágere. Az eredeti verzió tartalmazott egy versszakot, amelyet Debbie Harry rögtönzött francia nyelven. Később a kiadó ragaszkodott a dal újrafelvételéhez, ahol már nyelvtanilag helyes francia szöveget kellett énekelni. Végül Harry kitartott az eredeti, rossz nyelvtanú szöveg mellett, így az kerülhetett kiadásra. A második felvétel az album 1994-es újrakiadásának bónuszdalai között szerepelt.
Kislemezként 1978 februárjában jelent meg, és a második helyet érte el az angol slágerlistán. Több európai országban Top 10-es helyezést ért el. Hasonlóan a Rip Her to Shreds-hez, ez a dal is egyszerre jelent meg 7 és 12 hüvelykes kislemezen, B-oldalán a Contact in Red Square és a Kung-Fu Girls című dalokkal (utóbbi a Blondie albumról származik). A Denis volt az egyetlen kislemez, amely a Plastic Lettersről megjelent Amerikában, de nem került fel a slágerlistákra. 1988-ban a remixverziója felkerült a Once More into the Bleach remix válogatásalbumra.

## Kislemez kiadás
UK 7" and 12" (CHS 2204)
1. Denis (Levenson) – 2:18
2. Contact in Red Square (Destri) – 2:01
3. Kung-Fu Girls (Destri, Harry, Valentine) – 2:33

US 7" (CHS 2220)
1. Denis (Levenson) – 2:18
2. I'm on E (Harry, Stein) – 2:13